# Henri Landru
Henri Désiré Landru (12. dubna 1869, Paříž, Druhé Francouzské císařství – 25. února 1922, Versailles, Třetí Francouzská republika), známý též jako „Pařížský Modrovous“, byl francouzský sériový vrah, který vraždil vdovy, od kterých předtím vybíral peníze.

## Životopis

### Mládí
Henri Landru se narodil v Paříži. Po dokončení školy roku 1887 působil čtyři roky ve francouzské armádě. Nakonec z ní byl propuštěn, protože sexuálně obtěžoval svého bratrance. Poté se oženil a v manželství vzešly čtyři děti.
Stal se obchodníkem s použitým nábytkem. Práce to však byla špatně placená, a tak začal Landru krást, nejčastěji okrádal staré a důvěřivé lidi. V roce 1900 byl zatčen a odsouzen ke dvěma letům vězení. Roku 1914 se s manželkou rozvedl.

### Vraždy
Henri Landru začal vraždit v lednu roku 1915. Do novin pod dával pod různými pseudonymy inzeráty, které často zněly takto: "Vdovec se dvěma dětmi, stár 43 let, se slušným příjmem, seriózní a pohybující se v dobré společnosti, si přeje potkat vdovu s vyhlídkou na uzavření sňatku." Do „karet“ Landruovi hrála první světová válka, kde bylo zabito mnoho vojáků, jejichž vdovy si proto často nacházely jiné partnery.
Landru lákal ženy do své vily, a poté co získal jejich peníze, zabil je a spálil jejich těla v kuchyňských kamnech. V letech 1915 – 1919 zabil Landru 11 lidí: 10 žen a 1 dospívajícího syna jedné z obětí. Policie nebyla schopna dlouho vraha vypátrat, protože Landru užíval v inzerátech širokou škálu jmen.

### Zatčení, soud a poprava
V roce 1919 se pokusila sestra jedné z Landruových obětí, madame Buissonové, svou sestru vypátrat. Neznala Landruovo skutečné jméno, ale znala jeho tvář a adresu, a brzy tak byl zatčen.
Původně byl Landru obviněn jen ze zpronevěry. Policisté mezitím prohledávali jeho vilu, ale žádná těla nebyla nalezena. Nakonec se podívali do kamen, kde byly ohořelé kosti a zuby.
Soud zasedl v listopadu 1921. Přestože se Landru nepřiznal, byl lékařem uznán za příčetného a že zločiny páchal při plném vědomí, nikoli při pomatení smyslů, jak tvrdil obhájce. Landru využil lékařův verdikt a prohlásil: „Je to jasný důkaz mé neviny, protože takové vraždy by mohl spáchat jedině šílenec“. Přesto však byl odsouzen k smrti a 25. února 1922 sťat ve Versailles, kde je také pohřben na místním hřbitově.
Dlouho se spekulovalo, jestli byl odsouzen pravý zločinec, protože kromě toho, že se Landru nikdy nepřiznal, pracoval soud s nedostatkem důkazů. Roku 1962, 40 let po Landruově popravě, však našla dcera Landruova právníka obrázek, plán Landruovy vily a vzadu vzkaz, kde se ke svým vraždám přiznává.

## Kulturní odkazy
- Epizoda Star Trek: Návrat Archonců z roku 1967 líčí společnost, která pod vlivem počítače-vládce jménem Landru pravidelně propadá znásilňování a vraždám.